# 化かし愛
『化かし愛』（ばかしあい）は、MOSHIMOのメジャー1枚目のフルアルバム。2021年8月4日に日本コロムビアから発売された。

## 概要
前作『噛む』から約1年5ヶ月ぶり、フルアルバムとしては『圧倒的少女漫画ストーリー』から約3年ぶりのアルバムリリースとなり、MOSHIMO名義2作目のフルアルバム。本作は、MOSHIMO名義でのメジャーデビュー作である。
本作は、ベース担当の汐碇真也と、ドラム担当の高島一航の加入後初のアルバム作品である。
2021年7月7日には、「化かし愛のうた」がアルバムから先行配信リリースされ、そのタイミングで、LINE MUSICとのキャンペーン企画が実施された。

## 収録内容
| 全作詞・作曲: 岩淵紗貴・一瀬貴之。 | |                      |                      |                |      |
| #                                  | タイトル                                                                                                | 作詞                 | 作曲・編曲           | 編曲           | 時間 |
| 1.                                 | 「化かし愛のうた」                                                                                      | 岩淵紗貴 ・ 一瀬貴之 | 岩淵紗貴 ・ 一瀬貴之 | 一瀬貴之、pw.a | 4:13 |
| 2.                                 | 「以心伝心ディストーション」                                                                            | 岩淵紗貴 ・ 一瀬貴之 | 岩淵紗貴 ・ 一瀬貴之 | 一瀬貴之、pw.a | 4:06 |
| 3.                                 | 「獅子奮迅フルスイング」                                                                                | 岩淵紗貴 ・ 一瀬貴之 | 岩淵紗貴 ・ 一瀬貴之 | 一瀬貴之       | 3:40 |
| 4.                                 | 「飛んで火に入る夏の虫」                                                                                | 岩淵紗貴 ・ 一瀬貴之 | 岩淵紗貴 ・ 一瀬貴之 | 一瀬貴之       | 2:41 |
| 5.                                 | 「倦怠期」                                                                                              | 岩淵紗貴 ・ 一瀬貴之 | 岩淵紗貴 ・ 一瀬貴之 | 一瀬貴之       | 3:13 |
| 6.                                 | 「蜂蜜ピザ」                                                                                            | 岩淵紗貴 ・ 一瀬貴之 | 岩淵紗貴 ・ 一瀬貴之 | 一瀬貴之       | 4:48 |
| 7.                                 | 「青いサイダー」                                                                                        | 岩淵紗貴 ・ 一瀬貴之 | 岩淵紗貴 ・ 一瀬貴之 | 一瀬貴之       | 3:44 |
| 8.                                 | 「3年前に別れた彼はどっかの誰かと結婚したらしい。何とも言えない何とも言えない何とも言えない敗北感の歌」 | 岩淵紗貴 ・ 一瀬貴之 | 岩淵紗貴 ・ 一瀬貴之 | 一瀬貴之       | 1:08 |
| 9.                                 | 「断捨離NIGHT」                                                                                         | 岩淵紗貴 ・ 一瀬貴之 | 岩淵紗貴 ・ 一瀬貴之 | 一瀬貴之、pw.a | 3:00 |
| 10.                                | 「侘び寂び 夜遊び 夏祭り」                                                                              | 岩淵紗貴 ・ 一瀬貴之 | 岩淵紗貴 ・ 一瀬貴之 | 一瀬貴之       | 4:18 |
| 11.                                | 「神様ちょっと」                                                                                        | 岩淵紗貴 ・ 一瀬貴之 | 岩淵紗貴 ・ 一瀬貴之 | 一瀬貴之       | 3:24 |
| 12.                                | 「調子どう？」                                                                                          | 岩淵紗貴 ・ 一瀬貴之 | 岩淵紗貴 ・ 一瀬貴之 | 一瀬貴之       | 3:20 |

## タイアップ
獅子奮迅フルスイング
2021年度 NACK5 SUNDAY LIONS エンディングテーマ（FM NACK5）

## 店舗特典
- 【タワーレコード】・・・「MOSHIMO TIMES 号外（タワーレコード編）」（12cm×12cmサイズ冊子）[8]
- 【HMV】・・・「MOSHIMO TIMES 号外（HMV編）」（12cm×12cmサイズ冊子）[8]
- 【ヴィレッジヴァンガード】・・・「MOSHIMO TIMES 号外（ヴィレッジヴァンガード編）」（12cm×12cmサイズ冊子）[8]
- 【Amazon.co.jp】・・・「メガジャケ」（24cm×24cm）[8]